# Изолагранде (Савона)
Изолагранде је насеље у Италији у округу Савона, региону Лигурија.
Према процени из 2011. у насељу је живело 107 становника. Насеље се налази на надморској висини од 575 м.